# Suzuki GSX1100G
Suzuki GSX 1100 G är en sporttouring-motorcykel från den japanska motorcykel-tillverkaren Suzuki. Den var utrustad med en luft/oljekyld fyrtaktsmotor med 4 cylindrar, i en tvärställd rak motor. Suzukin hörde även till företrädarna inom kategorin “stora nakna cyklar”.  Motorcykeln var kardandriven, vilket minskade underhållet på drivpaketet. Modellen var ursprungligen tänkt för USA-marknaden och i och med introducering även i Europa fick anpassning göras i både chassi och elsystem.

## Beskrivning
När denna modell lanserades betraktades den som "retro", då den ville återknyta till 1970-talets större motorcyklar som ofta hade ett liknande grundutseende - med upprätt sittställning, stor huvudstrålkastare och ingen kåpa. Till detta lades en kardandrivning samt ett för tiden kraftigt chassi. Teleskopfjädringen fram hade en diameter på 43 mm och centralfjädringen bak kunde ställas i flera lägen både när det gällde fjädringsväg och dämpning. Sittställningen var upprätt, styret var ganska högt och brett, vilket tillsammans gav ett relativt högt luftmotstånd, men också lätt att svänga med i lägre fart. Sadeln i konstläder var bred och mjuk och utan sömmar. Dess friktion var ganska låg, vilket dock inte var ett problem om förare/passagerare hade sträva skyddkläder (som ett skinnställ). Med tanke på att motorcykeln blev överkomligt prissatt och hade en relativt låg bränsleförbrukning låg den bra till i driftskostnader. En snittförbrukning kunde variera mellan 0,6 och 0,7 liter bensin per mil, vilket ger en aktionsradie på cirka 30 mil.

## Färger
De tillgängliga modellfärgerna varierade något på olika marknader och följande färger och färgkoder fanns totalt tillgängliga:
- Maroon / 20F
- Purple / 1HU
- Black  / 33J
- Space Black #2 / 13Z
- Candy Academy / 22U
- Candy President Maroon / 20F
- Night Access Blue Metallic / 0FJ

## Landskoder
- E 01 Grundmodell
- E 02 Storbritannien
- E 03 USA
- E 04 Frankrike
- E 15 Finland
- E 16 Norge
- E 17 Sverige
- E 18 Schweiz
- E 21 Belgien
- E 22 Tyskland
- E 24 Australien
- E 25 Nederländerna
- E 28 Kanada
- E 33 Kalifornien (USA)
- E 34 Italien
- E 39 Österrike
- E 53 Spanien

## Modellbeteckningar och serienummer
urval
GV 74 B (E 17, Sverige)

Exempel: GV74B100003
- 1991 från nummer: 100003
- 1992 från nummer: 100143

GV 74 C (E 18, Schweiz)
- 1993 från nummer: 100444
- 1994 från nummer: 100509

GV 74 A (E 22, Tyskland)
- 1991 från nummer: 100034
- 1992 från nummer: 101181
- 1993 från nummer: 104870

GV 74 G (E 24, Australien)
- 1991 från nummer: M2101001
- 1992 från nummer: N2100154
- 1993 från nummer: P2100001
- 1994 från nummer: R2100001

## Tillbehör
På grund av den korta tiden modellen fanns tillgänglig och de relativt små försäljningssiffrorna, finns det lite skräddarsydda tillbehör för GSX 1100G på marknaden. Företaget Gimbel tillverkade en kåpa som syns på en av bilderna och ett annat företag producerade också halvkåpor för "G"-modellen. Monteringssatser för sidoväskor och topbox finns från flera tillverkare, vilket gör att motorcykeln kan förses med väskor på 22 till 46 liter per sida.
Vissa tillverkare av avgassystem gjorde färdiga 4 till 1-system och 4 till 2 till 1-system (originalet är 4 till 2-system)
Men eftersom G-modellen är kompatibel när det gäller en del komponenter i parallella eller efterföljande Suzuki-modeller, finns det ändå ganska gott om tillbehör. I synnerhet har GSF 1200 Bandit och övriga modeller av GSX mycket gemensamt med G-modellen.
På grund av det relativt stora vridmomentet och kardandriften blev modellen även lämplig att förse med sidvagn. Den holländska firman W-Tec byggde, under sitt varumärke EML, ihop ett antal sidvagnsekipage baserade på G-modellen. Eftersom G-modellen redan hade en stabil ram, krävdes det inte så många modifieringar på den, förutom att framgaffeln ersattes med en svingarmsgaffel och hjuldiametern sänktes och breddades.